# گوشه سعدوقاص
گوشه سعدوقاص، روستایی از توابع بخش مرکزی شهرستان نهاوند در استان همدان ایران است.

## جمعیت
این روستا در دهستان طریق الاسلام قرار دارد و براساس سرشماری مرکز آمار ایران در سال ۱۳۹۵، جمعیت آن ۶۶۳ نفر (۲۱۰خانوار) بوده‌است.